# 無年金障害者の会
 無年金障害者の会（むねんきんしょうがいしゃのかい）とは、日本の障害者団体である。大阪市住吉区のNPO法人大阪障害者センターの中に事務局をおいている。

## 概要
1989年8月に兵庫県で誕生した。
国民年金制度が導入された当時は、20歳以上の学生や配偶者（主婦や主夫など）はあくまで任意加入であり、強制加入制度がなかった。特に旧制度下では学生のうちに国民年金に加盟していたのは数%に満たなかった。国民年金非加入の状態で事故や病気等何らかの原因で障害の状態になった者は、現行制度の障害基礎年金の受給対象である障害の状態になったにもかかわらず、障害基礎年金の受給資格が得られない（いわゆる「無年金状態」）。
この問題を解決する為、当事者が集まって1989年に無年金障害者の会が兵庫県で誕生した。なお、全国脊髄損傷者連合会はこの問題について1970年代から取り組んでおり、無年金障害者の会も共同している。
特にいわゆる「学生無年金障害者」の数は、2001年時点で全国で4000人以上にのぼった。2001年7月5日、30名の学生無年金障害者が障害基礎年金の不支給決定の取り消しなどを求めて全国9地裁で一斉に訴えを起こした（学生無年金訴訟）。訴訟の結果、いくつかの地裁では20歳以上の学生を国民年金の強制加入対象から除外し放置し続けた国の立法不作為を認めるものも現れた。こうした中で、行政・立法府側からの救済も行われることなり、2004年に特定障害者に対する特別障害給付金の支給に関する法律が制定された。無年金の障害者の会は上記のような訴訟を支援し、また訴訟を行った者とその支援者らで構成されている。
現在は先述の法律で十分救済されなかった在日外国人で国籍条項により国民年金に加入できなかった者（特に在日コリアンなど）や障害状態が軽いと評価されたために無年金になっている者などの支援にも手を広げている。他には電話相談の「年金110番」の実施、政治家への陳情や行政交渉の実施、シンポジウムの開催や会員の懇談会等も行っている。
障害者の生活と権利を守る全国連絡協議会（障全協）や日本障害者協議会（JD）に参加している。本部を置く大阪府では、障害者（児）を守る全大阪連絡協議会（障連協）やNPO法人大阪障害者センターとも連携した活動を行っている。
出典。

### 役員
会員から複数名の幹事を選出しており「幹事会」が会の最終意思決定機関となっている。2018年度の幹事は以下の通りである。
- 磯野博
- 井上郁子
- 今西雄介
- 塩見洋介
- 中村雅宥
- 南野雄二
- 西島文香
- 原静子
- 春名秀彦
- 矢追景子

出典。

### 主な訴訟と関係する人物・団体
- 2001年新潟学生無年金障害者訴訟（原告：遁所直樹（社会福祉士、阿部正剛（鍼灸師））
- 2001年大阪・兵庫・奈良の学生無年金障害者訴訟（原告：原静子・辻一など）
- 2000年京都在日外国人無年金障害者訴訟（原告代表：金洙榮）
- DPI障害者権利擁護センター（金政玉など。）
- 年金制度の国籍条項を完全撤廃させる全国連絡会（李幸宏、栗山和久など）
- 在日外国人「障害者」の年金訴訟を支える会（増野徹など）
- 学生無年金障害者訴訟全国連絡会
- 在日無年金問題関東ネットワーク